# Los Morales 2
Los Morales 2 es un barrio periférico perteneciente al distrito Puerto de la Torre de la ciudad andaluza de Málaga, España. Según la delimitación oficial del ayuntamiento, limita al norte con el barrio de El Chaparral; al oeste, con el barrio de Los Morales 1; y al sur, con el barrio de Torremar. Al oeste limita con terrenos no edificados que lo separan del barrio de El Atabal y la Hiperronda de circunvalación.

## Transporte
Ninguna línea de la EMT atraviesa los límites del barrio, aunque las siguientes rutas realizan paradas en las proximidades: 
| Línea | Trayecto                               | Recorrido | Frecuencia                              |
| ----- | -------------------------------------- | --------- | --------------------------------------- |
| 21    | Alameda Principal - Puerto de la Torre | Recorrido | 12 minutos                              |
| N4    | Alameda Principal - Puerto de la Torre | Recorrido | 23.30, 1.00 (Alameda) 0.15 (Pto. Torre) |